# Латинский квартал (Москва)
Лати́нский кварта́л (или Ники́тская студе́нческая слобода́) — исторический район Москвы, названный так из-за расположенного рядом Московского университета, где до реформ М. М. Хераскова преподавание велось преимущественно на латыни (либо на немецком) и лишь в конце XVIII века перешло на русский язык.

## История

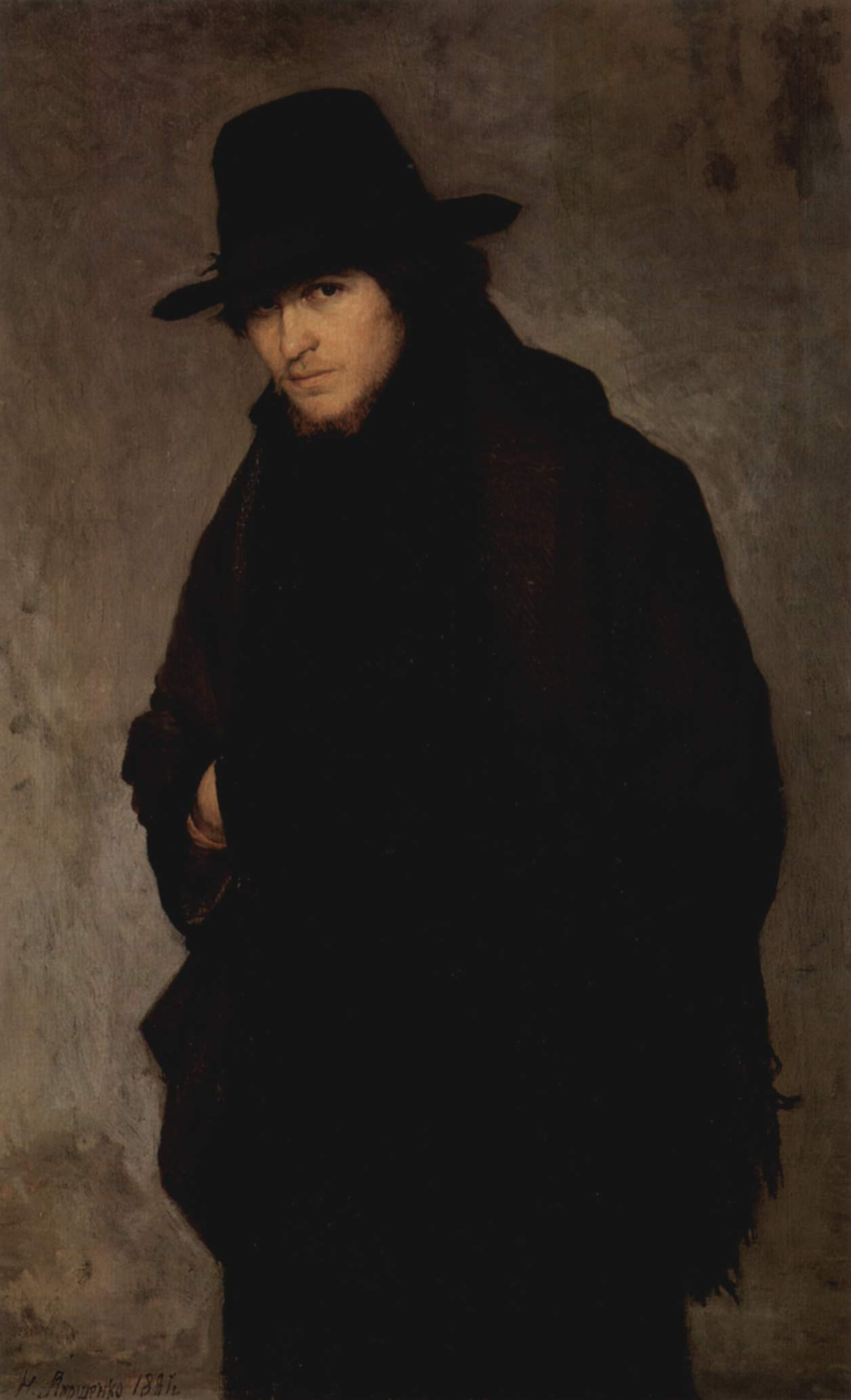
Н. А. Ярошенко.«Студент», 1881 год.

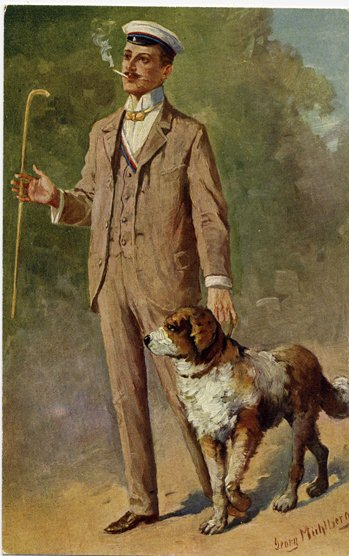
«Идеальный студент» (1900 год)

Во время пожара 1812 года деревянные здания, окружавшие площадь Никитских ворот сгорели. После этого вокруг площади строились преимущественно каменные здания. В XIX веке кварталы у Никитских ворот были населены московским дворянством, купечеством, а также студенческой молодёжью. К середине XIX века территория Московского университета на правой стороне Никитской улицы уже занимала целый квартал, от Моховой улицы до Долгоруковского переулка, поглотив владения нескольких дворянских усадеб и двух церквей (разобранных в конце XVIII века). По периметру этой территории, помимо Главного корпуса, в первые послепожарные десятилетия были возведены здания Медицинского и Клинического институтов (1819), Анатомический корпус (1819), Аптекарский корпус (1822), Химическая лаборатория (1838).
Территория Никитской студенческой слободы, где жили и учились студенты многих поколений, простиралась от университета на Моховой до Никитских ворот, Бронных улиц, Патриарших прудов и Козихинских переулков, где недорогие доходные дома пользовались особой полярностью. В Бронной слободе и Козихинских переулках находились дома Чебышевых — «Чебышевская крепость» или «Чебыши» — со студенческими квартирами. На левой стороне Малой Бронной стояли пять трехэтажных домов барона Гирша с множеством мелких, сдававшихся внаем дешевых квартир, обитатели которых называли здешние окрестности Латинским кварталом по аналогии с парижской Сорбонной, распевая куплеты про Козиху:
| Есть в столице Москве, Один шумный квартал - Он Козихой Большой прозывается. От зари до зари, Лишь зажгут фонари Вереницей студенты шатаются, А Иван Богослов, На них глядя без слов, С колокольни своей улыбается. |

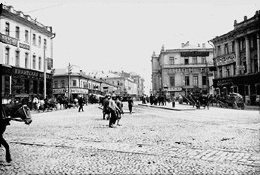
Никитские Ворота в начале XX века. Вид в сторону центра

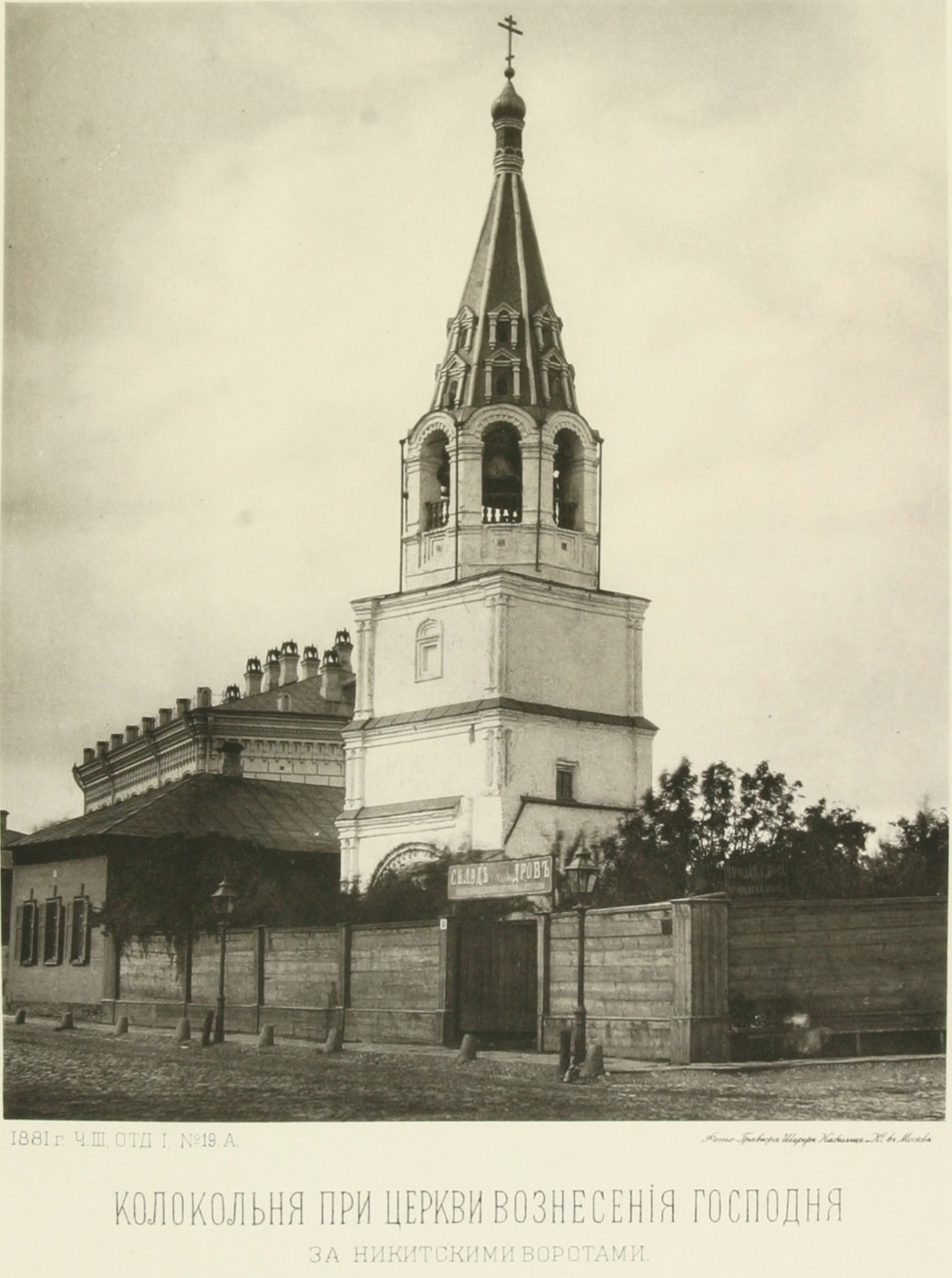
Старая колокольня Вознесения Господня в 1881 году. Фотография из альбома Николая Найдёнова

Церковь Иоанна Богослова на Бронной построена в 1652-65гг. в начале Богословского переулка, между Большой Бронной и Тверским бульваром.
Студенты в основной своей части еще с шестидесятых годов состояли из провинциальной бедноты, из разночинцев, не имевших ничего общего с обывателями, и ютились в "Латинском квартале", между двумя Бронными и Палашевским переулком, где немощеные улицы были заполнены деревянной стройкой с мелкими квартирами <...> В каждой комнатушке студенческих квартир "Латинского квартала" жило обыкновенно четверо. Четыре убогие кровати, они же стулья, столик да полка книг. 
— В. А. Гиляровский
На рубеже XIX—XX веков, когда у Московского университета появились финансовые возможности, началась интенсивная застройка площади университетского квартала. Работы курировал видный московский архитектор К. М. Быковский, бережно отнесшийся к историческому наследию этого района.

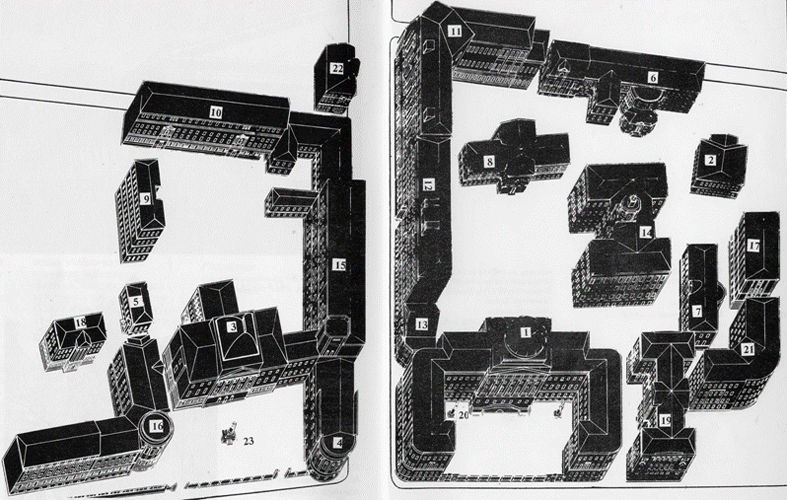
Схема зданий Московского университета на Моховой улице

1. Главный корпус университета (арх. М. Ф. Казаков, 1786—1793, перестроен после пожара 1812 года арх. Д. И. Жилярди в 1816—1819 гг.).
2. Ректорский дом. Перестроен в 1802 г. из особняка Волконских XVII в. Снесен в 2000 году.
3. Аудиторный корпус (арх. Е. Д. Тюрин, 1833—1835, перестроен арх. К. М. Быковским в 1904 г.).
4. Церковь св. Татианы (арх. Е. Д. Тюрин, 1835).
5. Жилой дом. Перестроен в 1835 г. из здания опричного двора Ивана Грозного.
6. Химическая лаборатория (1878).
7. Медицинский корпус (1878).
8. Физиологический корпус (1893).
9. Жилой дом (конец XIX в.).
10. Жилой дом (начало XX в.).
11. Зоологический корпус (начало XX в.).
12. Ботанический корпус (начало XX в.).
13. Лаборатория медицинской химии (начало XX в.).
14. Физический институт (1904).
15. Новый аудиторный корпус (арх. К. М. Быковский, 1904).
16. Научная библиотека (арх. К. М. Быковский, 1904).
17. Агрономический корпус (1906, перестроен в 1940 г.).
18. Психологический корпус (1912).
19. Геологический институт (арх. Р. И. Клейн, 1919).
20. Памятники А. И. Герцену и Н. П. Огарёву (скульпт. Н. А. Андреев, 1922).
21. Анатомический корпус (1928).
22. Дом Орловых-Мещерских (арх. М. Ф. Казаков, 1790-е годы). Передан университету в 1934 г.
23. Памятник М. В. Ломоносову (скульпт. И. И. Козловский, 1957).

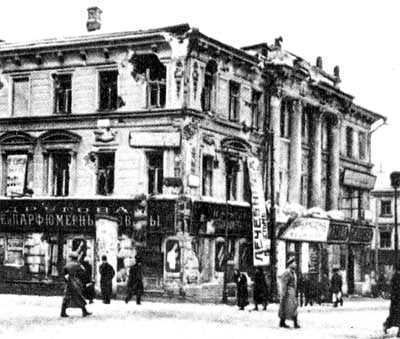
Здание у Никитских ворот после боёв в 1917 году

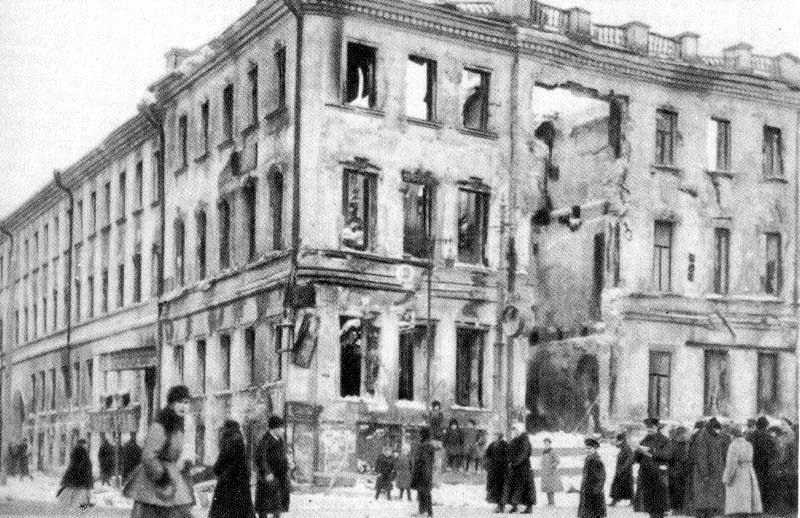
Дом князя Г. Г. Гагарина после боёв в 1917 году

Работы по переустройству университетского квартала остановила революция. С 27 октября по 3 ноября 1917 года площадь Никитских ворот стала ареной кровопролитных боев между красногвардейскими отрядами, с одной стороны, и юнкерами Александровского военного училища, с другой. Погибло около 30 человек, десятки были ранены. Погибших юнкеров отпевали в Вознесения Господня. Многие дома в Латинском квартале были разрушены, частично пострадавшие во время боевых действий были перестроены в коммуналки, многие снесены позднее.
В 1940 году в рамках разработки генерального плана Москвы был создан проект (неосуществлённый) реконструкции площади Никитских ворот, предусматривавший снос Вознесения Господня и ряда других зданий. На месте сквера должен был быть возведен большой дом с помпезной башенкой.